# Parque natural regional de los Vosgos del Norte

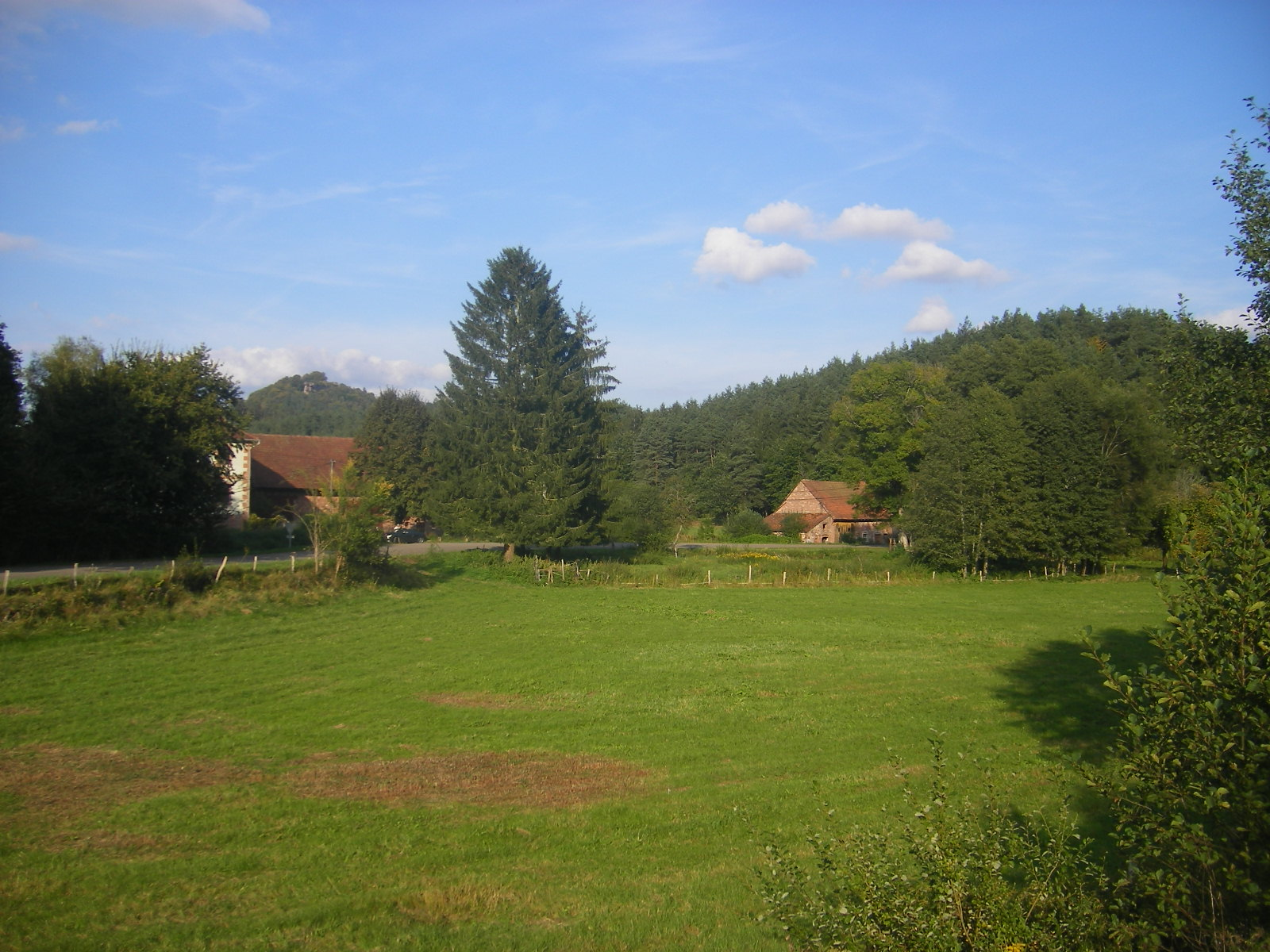
Paisaje del parque natural regional.

El Parque Natural Regional de los Vosgos del Norte (en francés: Parc naturel régional des Vosges du Nord) es un área protegida de bosques, humedales, tierras de cultivo y sitios históricos en las regiones de Alsacia y Lorena, en el noreste de Francia. El área fue designada oficialmente como parque natural regional en 1976. 
En su momento de calificación como parque natural regional, cubría un área total de 120.000 hectáreas, que ha ido aumentando desde entonces hasta 130.500 hectáreas. 
El rico paisaje natural ha sido añadido a la lista de la Organización de las Naciones Unidas para la Educación, la Ciencia y la Cultura (Unesco) como reserva de la biosfera internacional.
Vosgos del Norte no incluye ninguna parte de cordillera de los Vosgos sino algunas estribaciones localizadas más al norte. Ninguna parte de esta se encuentra en el departamento de los Vosgos, sino que se extiende por otros dos departamentos, Bas-Rhin y Moselle.